# Nowostrojiwka (rejon dnieprzański)
Nowostrojiwka (ukr. Новостроївка) – wieś na Ukrainie, w obwodzie dniepropetrowskim, w rejonie dnieprzańskim, w hromadzie Caryczanka. W 2001 liczyła 401 mieszkańców, spośród których 382 wskazało jako ojczysty język ukraiński, a 19 rosyjski.